# Jean Mankowski
Jean Mankowski est un footballeur français d'origine polonaise, né le 10 octobre 1927 à Barlin (Pas-de-Calais) et mort le 7 janvier 1966 à Amiens (Somme).

## Biographie
Les parents de Jean Mankowski sont nés en Westphalie et vont immigrer dans les années 1920 pour venir travailler dans les mines de charbon du Pas-de-Calais, d'abord à Barlin (où leur fils Jean naîtra en 1927) avant de s'installer quelques mois plus tard dans la ville de Marles-les-Mines (rue de Bordeaux - recensement 1931), cité minière jouxtant le stade de l'US Auchel.
Cet ailier droit a été formé par l'US Auchel puis commence sa carrière pro au RC Lens, avec lequel il est finaliste de la Coupe de France en 1948, à l'issue de laquelle il quitte le club pour le Stade rennais puis l'US Valenciennes. Il joue à l'Amiens AC de 1950 à 1960, qu'il entraine de 1959 à 1961. Il y joue au moins 193 matches officiels pour au moins 102 buts.
En 1961, il s'occupe du club de football de L'Étoile, une petite ville de la Somme. 
Il est le père de Pierre Mankowski, devenu à son tour joueur puis entraîneur de football.

## Palmarès
- Finaliste de la Coupe de France en 1948 avec le RC Lens